# ألكسندر بوغومولوف
ألكسندر بوغومولوف (بالروسية: Богомолов, Александр Викторович)‏ (1 فبراير 1976 في روسيا - ) هو لاعب كرة طائرة روسيا في مركز وسط ‏. لعب مع نادي زينيت كازان للكرة الطائرة وVC Belogorie ‏ وLokomotiv Yekaterinburg ‏ وNeftyanik Orenburg ‏ وVC Avtomobilist Saint Petersburg ‏ وVC Iskra Odintsovo ‏.

## وصلات خارجية
- ألكسندر بوغومولوف على موقع الاتحاد الأوروبي (الإنجليزية)